# Блажевич, Мирослав
Ми́рослав «Чи́ро» Бла́жевич (сербохорв. Miroslav "Ćiro" Blažević / Мирослав Ћиро Блажевић; 10 февраля 1935, Травник, Босния и Герцеговина — 8 февраля 2023, Загреб) — югославский, позже хорватский футбольный тренер. Наибольшего успеха в тренерской карьере добился со сборной Хорватии, сумевшей занять третье место на чемпионате мира 1998 года. С 2008 года по 2010 год являлся главным тренером сборной Боснии и Герцеговины.

## Футбольная карьера

### Карьера игрока
Мирослав Блажевич родился в семье боснийских хорватов в Травнике, Югославия, на территории нынешней Боснии и Герцеговины. Начинал играть в клубе «Сараево», выступал в «Риеке» и загребском «Динамо», позднее переехал в Швейцарию и выступал за местные клубы. Его карьера в качестве футболиста, по его собственному признанию, складывалась довольно средне, вследствие чего он сравнительно рано стал тренером.

### Тренерская карьера

#### Начало карьеры
Тренерскую карьеру начал в 1963 году в Швейцарии, его первым клубом стал скромный «Веве», затем в Блажевич возглавил свой бывший клуб «Сьон», в котором работал до 1972 года. В 1973—1974 годах тренировал «Лозанну», а в 1975—1976 работал с национальной сборной Швейцарии.

#### Первые успехи
В 1979 году Блажевич вернулся в Югославию и возглавил «Риеку». После того, как его клуб смог занять в сильном югославском футбольном чемпионате твёрдое 10-е место, в 1980 году он ушёл в загребское «Динамо», одну из четырёх сильнейших команд страны (три другие — «Црвена Звезда», «Партизан» и «Хайдук»). После посредственно проведённого первого сезона, когда «Динамо» финишировало лишь пятым, Мирослав Блажевич навсегда вошёл в историю клуба, приведя команду в 1982 году к победе в чемпионате Югославии — впервые за 24 года.
В следующем году «Динамо» выиграло Кубок Югославии и вело борьбу за чемпионство с «Хайдуком» и белградским «Партизаном», который в итоге и выиграл титул. Блажевич впервые покинул «Динамо». Он заявлял, что он вынужден был бежать из страны, так как ему угрожал арест как одному из лидеров хорватских националистов; в то время он находился в немилости у властей и многие увидели в этом лишь чистейшую саморекламу.
Как бы то ни было, «Чиро» вернулся в Швейцарию и в 1984 году выиграл швейцарский чемпионат вместе с «Грассхоппером». После этого он в 1985 году некоторое время тренировал греческий клуб ПАОК из Салоников. В 1986 году Блажевич возвратился в Югославию, где на этот раз возглавил клуб «Приштина», из автономного края Косово. Под его руководством косовары вышли в высший югославский дивизион, что снова сделало тренера народным героем, на этот раз — косовских албанцев, составлявших в крае большинство.
В том же году Блажевич во второй раз стал тренером «Динамо» Загреб. В этот период он не смог достичь какого-либо значительного результата и вследствие этого в 1988 году снова покинул клуб. Его следующей командой стал французский «Нант», эту команду он тренировал до 1990 года. Работа в «Нанте» сопровождалась серией предположений о вовлеченности клуба в скандал с договорными матчами, из-за которого попали в тюрьму такие высокие футбольные руководители как Бернар Тапи, владелец футбольного клуба «Олимпик Марсель».

#### Работа со сборной Хорватии
В 1990 году, с провозглашением независимости Хорватии, «Чиро» вступил в Хорватское демократическое содружество и стал верным сторонником и другом президента Франьо Туджмана. Во время третьего пришествия в «Динамо» (которое теперь носило название «Кроация») Блажевич занимал одновременно посты тренера и президента клуба. Под его руководством «Кроация» выиграла чемпионат (в 1993-м) и Кубок (в 1994-м), но затем он покинул свой любимый клуб, чтобы сосредоточиться на работе в национальной сборной Хорватии.
С 1994 года Блажевич тренировал сборную по-совместительству, в составе тренерского тандема с Томиславом Ивичем, но уже год спустя полностью переключился на руководство сборной, которой предстояло участвовать в первом в её истории отборочном турнире к чемпионату Европы. Хорватия выиграла первое место в группе, сенсационно переиграв в гостях сборную Италии, и напрямую вышли на Евро-96 в Англии. Блажевич благодаря этому успеху получил некоторую международную известность.
Хорватия прошла групповую стадию чемпионата Европы победив Турцию и действующих чемпионов континента — сборную Дании, проиграв в последнем матче Португалии. В четвертьфинале им предстояло встретиться с сильной сборной Германии, которая в итоге победила со счётом 2:1 и в дальнейшем выиграла турнир.
Однако главный успех ждал сборную впереди. Хорватия в отборочном турнире чемпионата мира 1998 года заняла второе место в группе позади сборной Дании и в стыковых матчах оказалась сильнее сборной Украины (победа дома 2:0 и ничья в гостях 1:1), квалифицировавшись на финальный турнир во Франции. По словам Блажевича, по ходу турнира болельщики яростно требовали его отправить в отставку после того, как Хорватия проиграла Дании и сыграла вничью со Словенией, и даже не стеснялись кричать с трибун в его адрес гадости.
Хорватская сборная образца 1998 года была полна отличных игроков, игравших на тот момент в лучших европейских клубах. Это прежде всего были такие футболисты как Звонимир Бобан, Давор Шукер и Славен Билич, показывавшие под началом Блажевича отличный футбол. Во Франции эта команда сотворила одну из главнейших сенсаций, заняв на турнире третье место и получив бронзовые медали турнира. В групповой стадии Хорватия победила сборные Японии и Ямайки, позволив себе в третьем матче проиграть Аргентине матче за первое место. В серии плей-офф команда прошла Румынию, победив 1:0 благодаря голу, забитому с пенальти. В четвертьфинале сборной вновь противостояла команда Германии. Чиро и его футболисты отомстили за поражение двухлетней давности, разгромив действующих чемпионов Европы со счётом 3:0. Сборную Хорватии смогли остановить лишь хозяева турнира французы, одержав в полуфинале весьма незаслуженную по содержанию игры победу со счётом 2:1. Блажевич принял весьма спорное тренерское решение в том матче, не выпустив на поле при счёте 1:1 своего самого талантливого футболиста Роберта Просинечки. Вместо этого он предпочёл после перерыва заменить получившего травму Звонимира Бобана на Сильвио Марича; в итоге команда забить не смогла, но сама пропустила, остановившись в шаге от финала. В матче за третье место Просинечки играл в стартовом составе и отметился забитым мячом и результативным пасом, приведшим ко второму голу хорватов. «Пламенные» победили сборную Нидерландов со счётом 2:1 и завоевали бронзу. Как и в 1982 году, «Чиро» Блажевич снова стал национальным героем Хорватии.
Последующая его работа в хорватской сборной не была столь успешной. Команда провалила отборочный турнир европейского чемпионата 2000 года, финишировав на неутешительном третьем месте в группе, позади сборных Югославии и Ирландии. Блажевич сохранил свой пост и начал строить новую команду, привлекая к играм молодых футболистов. Однако, отборочный турнир к чемпионату мира 2002 года сборная начала с двух ничьих, после чего осенью 2000 года тренер был вынужден подать в отставку.

#### Позднейший этап карьеры
Ставший хорошо известным благодаря сенсационному успеху 1998 года, Блажевич принял предложение возглавить национальную футбольную сборную Ирана. Он быстро приобрёл поклонников среди многих иранских болельщиков. Тренер придерживался тактики 3-5-2, с которой Иран играл на предыдущих Азиатских Играх 1996 года, на которых команда заняла третье место. Он также привлёк к играм сборной новых игроков, таких как Рахман Резаи, Джавад Некунам и Мирзапур.  После того, как сборная Ирана уступила в стыковой игре отборочного турнира чемпионата мира 2002 года, проиграв по сумме встреч сборной Ирландии 1:2, Блажевич вернулся в Хорватию.
Вначале он спас от вылета в низшую лигу «Осиек», а затем снова вернулся в «Динамо». В этот период руководства загребским клубом Блажевич выиграл чемпионат Хорватии 2003 года, но в том же году снова покинул команду, после конфликта с давним другом, вице-президентом «Динамо» Здравко Мамичем. Несколько месяцев Блажевич тренировал словенский клуб «Мура», после чего пришёл в хорватский «Вартекс», где проработал до конца сезона.
Перед сезоном 2005/06 было сенсационно объявлено о том, что Блажевич возглавит принципиальнейшего соперника загребского «Динамо» — «Хайдук» из Сплита. Многие болельщики «Хайдука» скептически отнеслись к таком назначению, но нашлись и такие, которые видели в тренере прежде всего высококлассного специалиста, способного вернуть команде её былую славу. Эти ожидания не оправдались, «Хайдук» под руководством Блажевича сразу же вылетел из розыгрыша европейских турниров, уступив с общим счётом 0:8 венгерскому «Дебрецену», причём в ответном матче команда претерпела унизительный разгром на своём поле со счетом 0:5. Стартовые матчи чемпионата также были крайне неудачными, и в итоге уже 18 сентября 2005 года Чиро был вынужден уйти в отставку, уступив должность Игору Штимацу, бывшему игроку «Хайдука» и одному из своих главных сторонников в руководстве клуба.
С октября 2005 по июнь 2006 года Блажевич работал в швейцарском «Ксамаксе» из Нёвшателя. С сезона 2006/07 он снова работал в Загребе, тренировал местный ФК «Загреб», но летом 2008 года покинул клуб и возглавил национальную сборную Боснии и Герцеговины.

## Политическая деятельность
Являясь сторонником ХДС во времена руководства партией Франьо Туджманом, проводившим националистическую политику, Блажевич разошёлся во взглядах с новым лидером ХДС Иво Санадером, сторонником интеграции в Евросоюз. По этой причине он решил участвовать в выборах президента в 2005 году в качестве независимого кандидата. Предвыборные прогнозы предсказывали ему не менее 1-2 % голосов, однако в итоге за него было подано 17847 голосов, что составило 0,80 % от общего числа избирателей, вследствие чего Чиро выбыл из президентской гонки уже в первом раунде.

## Достижения
В качестве тренера:
- Обладатель Кубка Швейцарии: 1973/74 («Сьон»)
- Чемпион Югославии: 1981/82 («Динамо» Загреб)
- Обладатель Кубка Югославии: 1982/83 («Динамо» Загреб)
- Чемпион Швейцарии: 1983/84 («Грассхоппер»)
- Чемпион Хорватии (2): 1992/93, 2002/03 («Кроация», «Динамо» Загреб)
- Обладатель Кубка Хорватии: 1993/94 («Кроация»)
- Обладатель Суперкубка Хорватии: 2005 («Хайдук»)
- Первая Лига Боснии и Герцеговины по футболу: 2013/14 («Слобода Тузла»)

В качестве тренера сборной:
- Бронзовые медали чемпионата мира по футболу 1998 года (сборная Хорватии)